# Выборы в Тюменскую областную думу (2016)
Выборы депутатов Тюменской областной думы шестого созыва состоялись в Тюменской области, Ханты-Мансийском автономном округе — Югре и Ямало-Ненецком автономном округе 18 сентября 2016 года в единый день голосования, одновременно с выборами в Государственную думу РФ. Выборы проходили по смешанной избирательной системе: из 48 депутатов 24 избирались по партийным спискам (пропорциональная система), остальные 24 — по одномандатным округам (мажоритарная система). Для попадания в областную думу по пропорциональной системе партиям необходимо преодолеть 5%-й барьер. Срок полномочий депутатов — пять лет.
На 1 июля 2016 года в Тюменской области, Ханты-Мансийском и Ямало-Ненецком автономных округах было зарегистрирован 2 576 521 избиратель. Явка составила 60,65 %.

## Ключевые даты
- 12 мая Избирательная комиссия Тюменской области утвердила календарный план мероприятий по подготовке и проведению выборов.[4]
- 16 июня Тюменская областная дума назначила выборы на 18 сентября 2016 года (единый день голосования).[5]
  - 17 июня постановление о назначении выборов было опубликовано в СМИ.
- с 17 июня по 17 июля — период выдвижения и представления документов для регистрации кандидатов и списков.[4]
  - агитационный период начинается со дня выдвижения и заканчивается и прекращается за одни сутки до дня голосования.[4]
- с 20 августа по 16 сентября — период агитации в СМИ.[4]
- 17 сентября — день тишины.[4]
- 18 сентября — день голосования.

## Участники
4 политические партии получили право зарегистрировать свои списки без сбора подписей избирателей:
- Единая Россия
- Коммунистическая партия Российской Федерации
- ЛДПР — Либерально-демократическая партия России
- Справедливая Россия

### Выборы по партийным спискам
По единому округу партии выдвигали списки кандидатов. Для регистрации выдвигаемого списка партиям требовалось собрать от 12 824 до 14 106 подписей избирателей (0,5 % от числа избирателей).
| 1                                                                                       | Яблоко                                 | Михаил Аверин • Виктор Филатов • Анжела Семёнова       | 25 | зарегистрирован                                                        |
| 2                                                                                       | Справедливая Россия                    | Владимир Пискайкин • Сергей Морев • Денис Третьяков    | 29 | зарегистрирован                                                        |
| 3                                                                                       | Партия Роста                           | Борис Титов • Гарри Столяров • Александр Белослудцев   | 36 | зарегистрирован                                                        |
| 4                                                                                       | Патриоты России                        | Сергей Соловьёв • Владимир Зиновьев • Андрей Венгерец  | 28 | зарегистрирован                                                        |
| 5                                                                                       | Единая Россия                          | Сергей Корепанов • Борис Хохряков • Андрей Артюхов     | 46 | зарегистрирован                                                        |
| 6                                                                                       | КПРФ                                   | Тамара Казанцева • Юрий Юхневич • Иван Левченко        | 34 | зарегистрирован                                                        |
| 7                                                                                       | ЛДПР                                   | Владимир Жириновский • Владимир Сысоев • Артём Зайцев  | 27 | зарегистрирован                                                        |
| —                                                                                       | Российский Объединённый Трудовой Фронт | Александр Черепанов • Павел Антипов • Михаил Ларионов  | 30 | отказано в регистрации (не представлены документы для регистрации)     |
| —                                                                                       | Коммунисты России                      | Евгения Сафиева • Сергей Калинин • Вадим Абдуррахманов | 24 | отказано в регистрации (недостаточное количество достоверных подписей) |
| —                                                                                       | Партия Великое Отечество               | Николай Стариков • Михаил Гончаров • Антон Кремлев     | 29 | отказано в регистрации (не представлены документы для регистрации)     |
| *Без учёта выбывших кандидатов. Общее число кандидатов должно быть от 24 до 48 человек. |                                        |                                                        |    |                                                                        |

### Выборы по округам
По 24 одномандатным округам кандидаты выдвигались как партиями, так и путём самовыдвижения. Кандидатам требовалось собрать 3 % подписей от числа избирателей соответствующего одномандатного округа.
| Партия | Партия                                 | Кандидатов | Кандидатов       |
| Партия | Партия                                 | Выдвинуто  | Зарегистрировано |
| ------ | -------------------------------------- | ---------- | ---------------- |
|        | Единая Россия                          | 24         | 24               |
|        | КПРФ                                   | 23         | 22               |
|        | Коммунисты России                      | 10         | 0                |
|        | ЛДПР                                   | 23         | 22               |
|        | Партия Великое Отечество               | 2          | 0                |
|        | Партия ветеранов России                | 1          | 0                |
|        | Партия родителей будущего              | 7          | 0                |
|        | Партия Роста                           | 1          | 1                |
|        | Российский Объединённый Трудовой Фронт | 1          | 0                |
|        | Справедливая Россия                    | 17         | 16               |
|        | Самовыдвижение                         | 8          | 5                |
| Всего  | Всего                                  | 117        | 90               |

## Результаты
| Место                      | Место                      | Партия                     | по областным спискам | по областным спискам | по областным спискам | по одно- мандатным округам | всего         | всего   |
| Место                      | Место                      | Партия                     | Голоса               | %                    | Получено мест        | Получено мест              | Получено мест | %       |
| -------------------------- | -------------------------- | -------------------------- | -------------------- | -------------------- | -------------------- | -------------------------- | ------------- | ------- |
|                            | 1.                         | «Единая Россия»            | 884 051              | 56,59 %              | 15                   | 24                         | 39            | 81,25 % |
|                            | 2.                         | ЛДПР                       | 280 230              | 17,94 %              | 4                    | 0                          | 4             | 8,33 %  |
|                            | 3.                         | КПРФ                       | 183 950              | 11,77 %              | 3                    | 0                          | 3             | 6,25 %  |
|                            | 4.                         | «Справедливая Россия»      | 137 868              | 8,82 %               | 2                    | 0                          | 2             | 4,17 %  |
|                            |                            |                            |                      |                      |                      |                            |               |         |
|                            | 5.                         | «Яблоко»                   | 17 584               | 1,13 %               | 0                    | —                          | 0             | 0 %     |
|                            | 6.                         | Партия Роста               | 17 347               | 1,11 %               | 0                    | 0                          | 0             | 0 %     |
|                            | 7.                         | «Патриоты России»          | 12 840               | 0,82 %               | 0                    | —                          | 0             | 0 %     |
|                            |                            | Самовыдвижение             | —                    | —                    | —                    | 0                          | 0             | 0 %     |
| Недействительные бюллетени | Недействительные бюллетени | Недействительные бюллетени | 28 413               | 1,82 %               |                      |                            |               |         |
| Всего                      | Всего                      | Всего                      | 1 562 283            | 100 %                | 24                   | 24                         | 48            | 100 %   |

Вскоре после выборов семь единоросов отказались от депутатских мандатов, включая действующего губернатора Тюменской области Александра Моора.